# Die Eiskönigin – Völlig unverfroren
Die Eiskönigin – Völlig unverfroren (Originaltitel: Frozen) ist ein Computeranimationsfilm von Walt Disney Pictures und der 53. Film der Disney-„Meisterwerke“-Reihe. Der US-amerikanische Film startete am 28. November 2013 in den deutschen Kinos. Er basiert sehr lose auf Motiven aus dem Märchen Die Schneekönigin von Hans Christian Andersen. Die Regie führten Chris Buck (Tarzan, Könige der Wellen) und Jennifer Lee (Drehbuchautorin Ralph reichts).

## Handlung
Die achtjährige Elsa, Prinzessin des Königreichs Arendelle, besitzt Zauberkräfte, mit denen sie in der Lage ist, Eis, Frost und Schnee zu erzeugen. Während eines Spiels in von Elsa erzeugtem Schnee trifft sie unabsichtlich ihre fünfjährige Schwester Anna mit ihrer Magie am Kopf, wodurch diese bewusstlos wird. Das Königspaar ersucht als Felsbrocken getarnte Trolle um Hilfe. Ihr Häuptling Grand Pabbie kann Anna heilen und nimmt ihr sicherheitshalber auch die Erinnerung an Elsas Kräfte. Er erwähnt, dass es sehr gefährlich gewesen wäre, wenn Elsa Anna ins Herz getroffen hätte, und dass Elsa nun lernen müsse, ihre Kräfte zu kontrollieren. Er deutet an, dass eine große Gefahr für die Menschen von ihr ausgeht, wenn sie dies nicht schaffe. In Bezug auf die Kontrolle ihrer Kräfte werde die Angst ihr Feind sein.
Um Elsa zu beschützen und ihre Fähigkeiten geheim zu halten, bis sie diese vollständig kontrollieren kann, schließt sich die Königsfamilie im Schloss ein. Elsa verbringt die meiste Zeit in ihrem Zimmer, damit von ihren Kräften keine Gefahr für andere Menschen ausgeht. So entsteht ein tiefer Spalt zwischen den beiden Schwestern, die sich vor dem Unfall sehr nahe standen. Elsa gelingt es trotz aller Versuche nicht, ihre Kräfte zu kontrollieren, und ihre Angst, andere könnten ihre Magie bemerken und sie könnte die Menschen ihrer Umgebung, vor allem Anna, damit verletzen, wird immer größer. Zehn Jahre später verunglücken ihre Eltern bei einem schweren Sturm auf hoher See tödlich.
Drei Jahre später, als Elsa 21 Jahre alt ist, bereiten die Anwohner von Arendelle alles für Elsas Krönungszeremonie vor. Unter den Würdenträgern befindet sich auch der Herzog von Pitzbühl aus einem benachbarten Königreich, der Arendelle für den eigenen Profit ausschöpfen möchte. Aufgeregt, dass sich die Schlosstore endlich öffnen, läuft die unter der im Schloss herrschenden Einsamkeit leidende Prinzessin Anna, nun 18 Jahre alt, singend durch die Straßen und trifft auf den attraktiven Prinzen Hans von den südlichen Inseln. Die beiden scheinen sich gut zu verstehen und verlieben sich schnell ineinander. Die Krönungszeremonie läuft anfangs ohne Zwischenfälle ab, und die Schwestern beginnen, sich einander wieder zu nähern. Hans macht Anna einen Heiratsantrag, den sie annimmt. Elsa weigert sich jedoch, ihnen für ihre Hochzeit ihren Segen zu geben, mit dem Argument, dass Anna Hans erst so kurz kenne. Daraufhin kommt es zum Streit zwischen den Schwestern, der so weit eskaliert, dass Elsa wütend wird und die Kontrolle verliert, woraufhin alle anwesenden Gäste Elsas magische Fähigkeiten zu sehen bekommen. Der Herzog von Pitzbühl bezeichnet Elsa als Hexe und Monster und bestätigt damit die von Grand Pabbie geschürten Ängste Elsas, ihre Kräfte könnten außer Kontrolle geraten.
In ihrer Panik flieht Elsa auf den Nordberg und entfesselt unabsichtlich einen ewigen Winter über Arendelle. Sie beschwört sich einen riesigen Eispalast, bereitet sich glücklich auf ein einsames Leben vor, schließt mit der Vergangenheit ab und erweckt nichtsahnend den Schneemann aus der gemeinsamen Kindheit, Olaf, zum Leben. Anna begibt sich auf die Suche nach ihrer Schwester mit dem Ziel, sie nach Arendelle zurückzubringen, den ewigen Winter zu beenden und ihre einst liebevolle Beziehung neu aufzubauen. Vor ihrer Abreise gibt sie die Führung von Arendelle in die Hände des Prinzen Hans. Während sie sich in Oakens Berghütte warme Bekleidung besorgt, trifft sie auf den Eislieferanten Kristoff und sein Rentier Sven. Anna gelingt es, Kristoff zu überreden, sie auf den Nordberg zu bringen. Auf dem Weg dorthin treffen beide auf Olaf, der sie zu Elsas Eispalast führt.
Anna trifft auf Elsa, und obwohl sie alles daran setzt, ihre Schwester zur Rückkehr zu überreden, weigert sich Elsa, weil sie immer noch Angst hat, Anna zu verletzen. Diese bleibt aber hartnäckig. Als Elsa von Anna erfährt, dass sie einen ewigen Winter über Arendelle gebracht hat und die Menschen dort deshalb in Gefahr sind, verliert Elsa in ihrer Aufregung und Angst erneut die Kontrolle über ihre Kräfte und trifft Anna mit einem Eisblitz, dieses Mal – von ihr unbemerkt – mitten ins Herz. Kristoff hilft der zunächst unverletzt erscheinenden Anna auf. Damit Anna fortgeht, beschwört Elsa ein riesiges Schneeungeheuer, das sie und Kristoff hinauswirft. Auf der Flucht bemerkt Kristoff, dass sich Annas Haare silbrig-weiß zu färben beginnen, und bringt sie zu seiner Adoptivfamilie, den Trollen. Grand Pabbie kann dieses Mal nichts für sie tun und erklärt, dass nur ein Akt der wahren Liebe ein gefrorenes Herz auftauen könne, ansonsten werde Anna bald erfrieren und für immer zu einer Eisstatue erstarren. Kristoff reitet mit ihr zurück nach Arendelle in dem Glauben, dass ein Kuss von Hans sie retten könne.
Währenddessen erreicht Hans, der sich seinerseits auch auf die Suche nach Anna begeben hat, mit seinen Männern das Schloss. Als Pitzbühls Männer das Schloss stürmen und versuchen, Elsa zu töten, wehrt sie sich erfolgreich, wird aber von herabstürzendem Eis begraben und verliert das Bewusstsein. Sie erwacht in einem Verlies in Arendelle, in das Hans sie hat sperren lassen. Er bittet sie, den Winter rückgängig zu machen, aber sie offenbart, dass sie nicht über die Kraft verfügt, ihren Zauber rückgängig zu machen. Als Anna zu Hans gebracht wird, bringt sie ihn in das Kaminzimmer. Dort bittet sie ihn, sie mit einem Kuss der Liebe zu erlösen. Jetzt erst offenbart Hans seine wirklichen Absichten: Er wollte Anna nur heiraten, um – im Königreich seiner Eltern wegen seiner zwölf älteren Brüder chancenlos auf den Thron – den Thron von Arendelle besteigen zu können. Er löscht das Feuer, schließt Anna ein und überlässt sie ihrem Schicksal. Im Thronsaal berichtet er vor dem anwesenden Hof, Anna habe ihm, bevor sie in seinen Armen starb, das Eheversprechen gegeben. So befugt beschuldigt er Elsa, für den Tod ihrer Schwester verantwortlich zu sein, und verurteilt sie wegen Hochverrates zum Tode.
Kurz bevor die Männer sie erreichen und Hans’ Urteil vollstrecken können, bricht Elsa aus dem Verlies aus und flieht durch einen Schneesturm, den sie selbst durch ihre aufgebrachte Gefühlslage auslöst, über den zugefrorenen Fjord. Olaf findet Anna und enthüllt, dass sich Kristoff in sie verliebt und es unter seiner rauen Schale verborgen habe. Beide begeben sich auf die Suche nach ihm ebenfalls auf den Fjord. Hans sagt Elsa, dass Anna durch ihre Schuld verstorben sei. Elsa sinkt vor Verzweiflung zu Boden. Aufgrund ihrer veränderten Gefühlslage lässt der Sturm sofort nach, wodurch Anna und Kristoff die Chance erhalten, einander zu erreichen und Anna zu erlösen.
Als Anna sieht, dass Hans kurz davor steht, Elsa mit dem Schwert hinterrücks zu ermorden, gibt sie die Erlösung auf und wirft sich mit letzter Kraft schützend vor ihre Schwester, bevor sie zu einer Eisstatue erstarrt. Das herabsausende Schwert zerbricht an ihr und so rettet sie ihre Schwester. Als Elsa Anna in diesem Zustand sieht, bricht sie in Tränen aus und umarmt sie. Annas Entscheidung, sich für ihre Schwester zu opfern, ist der Akt der wahren Liebe, der sie wieder auftauen lässt. Anna rettet sich somit unbewusst selbst. Als Elsa klar wird, dass die Liebe der Schlüssel für die Kontrolle über ihre Kräfte ist, gelingt es ihr, den ewigen Winter zu verbannen. Olaf erhält sein persönliches Mikroklima in Form einer kleinen Schneewolke, damit auch er die warmen Jahreszeiten übersteht.
Hans wird zurück zu den südlichen Inseln geschickt, wo ihn eine Bestrafung durch seine zwölf Brüder erwartet. Elsa bricht für alle Zeiten jeden Handel mit Pitzbühl ab. Sie verspricht, die Tore des Schlosses nie wieder zu schließen und ernennt Kristoff zum offiziellen Eislieferanten von Arendelle. Anna und er küssen sich und werden ein Paar. Der Film endet mit einem gemeinsamen Eislaufen auf der von Elsa kreierten Eisdecke im Schlosshof.

## Hintergrund

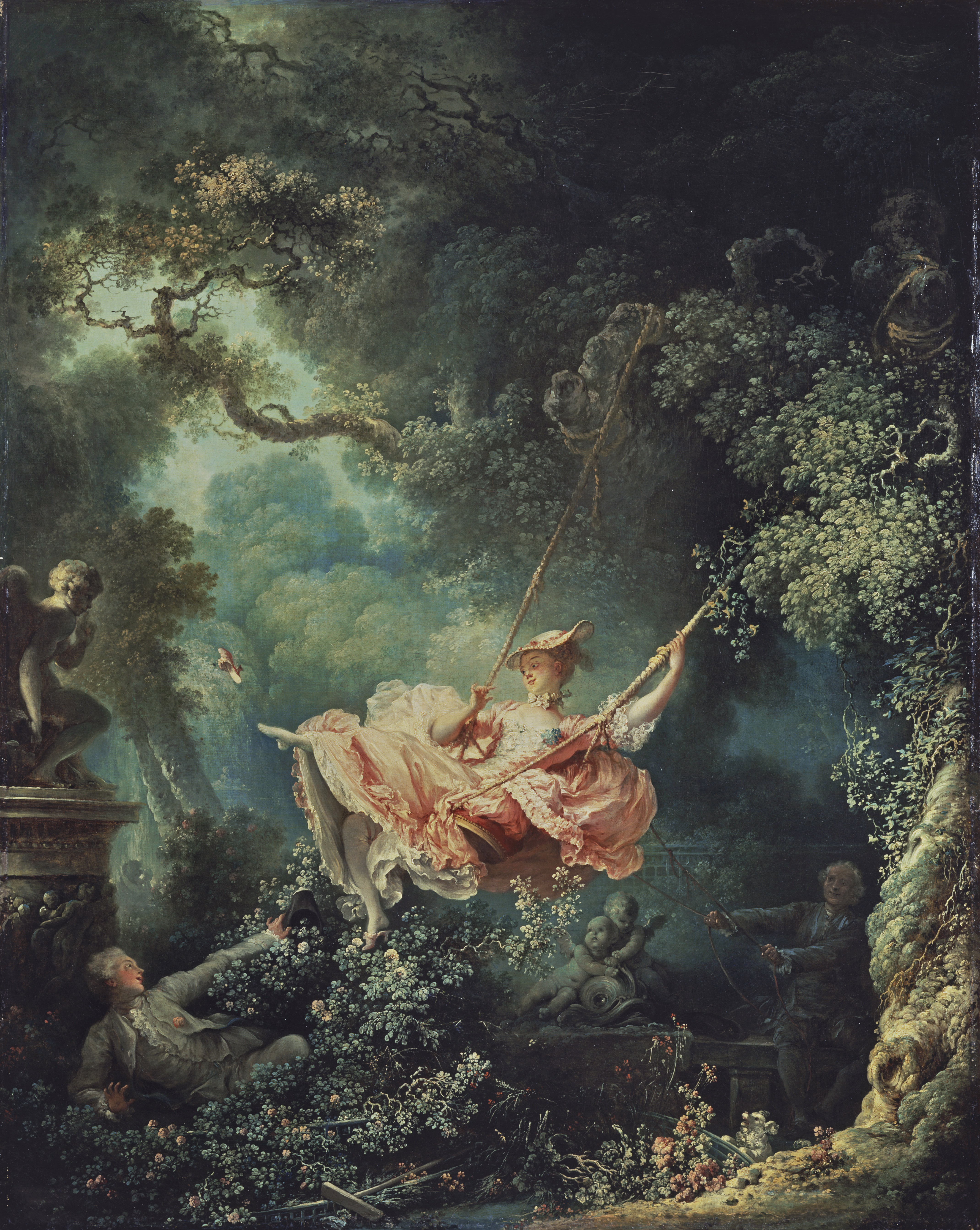
In einer Gesangsszene posiert Prinzessin Anna u. a. vor dem Gemälde Die Schaukel von Jean-Honoré Fragonard (1768).

Nachdem Walt Disney Pictures die bereits seit 1937 diskutierte Idee einer Adaption von Andersens Die Schneekönigin 2002 verworfen hatte, begann man 2008 wieder mit der Planung dieses Projekts. Im Dezember 2011 gab Disney den Titel Frozen und als Erscheinungsdatum den 27. November 2013 bekannt. Im Juni 2012 wurde bekannt, dass Kristen Bell in den USA die Stimme der Anna übernehmen und die Broadwaykomponisten Robert Lopez und Kristen Anderson-Lopez die Lieder schreiben würden. Am 19. Dezember 2012 wurde bekannt, dass Jonathan Groff Kristoff sprechen würde.
Ursprünglich sollte Elsa als die Schneekönigin, ähnlich wie in Andersens Märchen, herzlos und kalt sein. Als Robert Lopez und Kristen Anderson-Lopez die Musik zu dem Film komponierten, waren sie aber der Meinung, dass Elsa eine andere Persönlichkeit haben müsse. Sie schrieben den Song Let It Go und stellten Elsa als eine missverstandene und verletzliche Person dar. Jennifer Lee war begeistert von dem Song, und somit wurde die Rolle der Elsa noch einmal komplett umgeschrieben. Auch die übrige Handlung veränderte sich entsprechend, so dass letztlich fast keine Bezüge mehr zu Die Schneekönigin übrigblieben.
Für den Film setzte man im Wesentlichen dieselben Animatoren wie beim Disney-Film Rapunzel – Neu verföhnt (2010) ein. Als Anspielung darauf haben bei der Krönungsszene sowohl Rapunzel als auch ihr Ehemann Flynn Rider einen Cameo-Auftritt. In einer Tanzszene posiert Prinzessin Anna u. a. vor dem Bild Die Schaukel von Jean-Honoré Fragonard (1768), einem Lieblingsbild des Animationsteams, das bereits als künstlerische Inspiration für Rapunzel gedient hatte.
In der Liste der weltweit erfolgreichsten Filme aller Zeiten belegt Die Eiskönigin – Völlig unverfroren derzeit Platz 25 (Stand: 19. April 2025).

## Synchronisation
Die Musikbearbeitungen fanden in den Jamzone Studios in München unter der Leitung von Thomas Amper statt, während die Synchronarbeiten bei der FFS Film- & Fernseh-Synchron GmbH in Berlin nach einem Dialogbuch und unter der Dialogregie von Nana Spier stattfanden.
| Rolle                                           | Originalsprecher                                                                                            | Deutsche Sprecher                                                                                               |
| ----------------------------------------------- | --- | --- |
| Königin Elsa von Arendelle                      | Idina Menzel (21 Jahre) Eva Bella (8 Jahre) Spencer Lacey Ganus (12 Jahre)                                  | Dina Kürten (21 Jahre) Willemijn Verkaik (Gesang, 21 Jahre) Nurija Böll (8 Jahre) Vivien Gilbert (12 Jahre)     |
| Prinzessin Anna von Arendelle                   | Kristen Bell (18 Jahre) Agatha Lee Monn (9 Jahre) Livvy Stubenrauch (5 Jahre) Katie Lopez (Gesang, 5 Jahre) | Yvonne Greitzke (18 Jahre) Pia Allgaier (Gesang, 18 Jahre) Valeska Gerhart (9 Jahre) Magdalena Hailer (5 Jahre) |
| Kristoff Bjorgman                               | Jonathan Groff (21 Jahre) Tyree Brown (8 Jahre)                                                             | Leonhard Mahlich (21 Jahre)                                                                                     |
| Olaf                                            | Josh Gad | Hape Kerkeling                                                                                                  |
| Herzog von Pitzbühl                             | Alan Tudyk                                                                                                  | Robert Palfrader                                                                                                |
| Prinz Hans Westergaard von den südlichen Inseln | Santino Fontana                                                                                             | Robin Kahnmeyer Manuel Straube (Gesang)                                                                         |
| König                                           | Maurice LaMarche                                                                                            | Bernd Vollbrecht                                                                                                |
| Cheftroll Pabbie                                | Ciarán Hinds                                                                                                | Erich Ludwig |
| Trolldame Bulda                                 | Maia Wilson                                                                                                 | Petra Scheeser                                                                                                  |
| Oaken                                           | Chris Williams                                                                                              | Nik Hartmann |
| Troll-Priester Loki                             | Jack Whitehall                                                                                              | |

## Soundtrack
Der offizielle Soundtrack beinhaltet neun Titel:
- Frozen Heart (im Deutschen: Kaltes Herz)
- Do You Want to Build a Snowman? (im Deutschen: Willst du einen Schneemann bauen?)
- For the First Time in Forever (im Deutschen: Zum ersten Mal)
- Love Is an Open Door (im Deutschen: Liebe öffnet Tür'n)
- Let It Go (Titelsong, im Deutschen: Lass jetzt los)
- Reindeer(s) Are Better Than People (im Deutschen: Rentiere sind besser als Menschen)
- In Summer (im Deutschen: Im Sommer)
- For the First Time in Forever (Reprise) (im Deutschen: Zum ersten Mal (Reprise))
- Fixer Upper (im Deutschen: Aufpolieren)

Der Soundtrack konnte sich mehr als drei Jahre lang in den deutschen Albumcharts platzieren und wurde 2020 für mehr als 800.000 verkaufte Einheiten mit Vierfach-Platin ausgezeichnet. Mit zehn Millionen verkauften Exemplaren war es das weltweit erfolgreichste Album des Jahres 2014, noch vor Taylor Swifts 1989 und Ed Sheerans ×.
Auszeichnungen für Musikverkäufe

| Land/Region                  | Auszeichnungen für Musikverkäufe (Land/Region, Auszeichnung, Verkäufe) | Verkäufe    |
| ---------------------------- | ---------------------------------------------------------------------- | ----------- |
| Australien (ARIA)            | 5× Platin                                                              | 350.000     |
| Belgien (BRMA)               | Platin                                                                 | 30.000      |
| Dänemark (IFPI)              | 3× Platin                                                              | 60.000      |
| Deutschland (BVMI)           | 4× Platin                                                              | 800.000     |
| Europa (IFPI)                | 2× Platin                                                              | (2.000.000) |
| Frankreich (SNEP)            | Diamant                                                                | 500.000     |
| Italien (FIMI)               | Platin                                                                 | 50.000      |
| Japan (RIAJ)                 | Diamant                                                                | 1.000.000   |
| Kanada (MC)                  | 7× Platin                                                              | 560.000     |
| Mexiko (AMPROFON)            | Gold                                                                   | 30.000      |
| Neuseeland (RMNZ)            | 3× Platin                                                              | 45.000      |
| Niederlande (NVPI)           | Platin                                                                 | 40.000      |
| Österreich (IFPI)            | 4× Platin                                                              | 60.000      |
| Polen (ZPAV)                 | Diamant                                                                | 100.000     |
| Singapur (RIAS)              | Platin                                                                 | 10.000      |
| Spanien (Promusicae)         | Gold                                                                   | 20.000      |
| Thailand (TECA)              | Platin                                                                 | 20.000      |
| Vereinigte Staaten (RIAA)    | 8× Platin                                                              | 8.000.000   |
| Vereinigtes Königreich (BPI) | 4× Platin                                                              | 1.200.000   |
| Insgesamt                    | 2× Gold · 43× Platin · 3× Diamant ·                                    | 12.975.000  |

## Adaptionen

### Fortsetzungen
Im März 2015 gab Disney bekannt, auch eine Spielfilmfortsetzung von Die Eiskönigin produzieren zu wollen. Der Film startete am 20. November 2019 in den deutschen Kinos. Am 13. Februar 2019 wurde der erste Teaser veröffentlicht.
Ein dritter Film der Reihe wurde im August 2023 von Disney-Chef Bob Iger offiziell bestätigt, er wird derzeit produziert. Regie führt erneut Jennifer Lee, die auch das Drehbuch verfasst. Im November 2023 wurde erneut durch Iger ein vierter Film angekündigt. Dort führt Marc Smith Regie, der bereits bei Die Eiskönigin II das Drehbuch schrieb; zunächst war angekündigt worden, er solle beim dritten Teil Regie führen.

### Kurzfilme
Der Kurzfilm Die Eiskönigin – Party-Fieber (Frozen Fever) kam am 12. März 2015 als Vorfilm zu Cinderella in die deutschen Kinos.
2016 produzierte Lego eine vierteilige Kurzfilmreihe zum Film namens Die Eiskönigin – Zauber der Polarlichter (Frozen: Northern Lights). In Deutschland lief zuerst der 25-minütige Film, der die Kurzfilme zusammenfasst.
Ab dem 30. November 2017 wurde der Kurzfilm Die Eiskönigin – Olaf taut auf (Olaf’s Frozen Adventure) als Vorfilm zu Coco – Lebendiger als das Leben! in den deutschen Kinos aufgeführt. RTL zeigte den Kurzfilm am 23. Dezember 2017 zusammen mit dem Film und dem Kurzfilm Party-Fieber im Free-TV.
Seit dem 23. Oktober 2020 ist der Kurzfilm Es war einmal ein Schneemann (Once Upon a Snowman) auf Disney+ verfügbar.
Seit dem 12. November 2021 ist die Kurzfilm-Serie Olaf präsentiert… (Olaf Presents) auf Disney+ verfügbar. Hier wird Olaf zum Geschichtenerzähler und stellt bekannte Szenen aus den Disney Animationsklassikern auf eigene Art und Weise nach.

### Musical
Von 2018 bis 2020 wurde Frozen am New Yorker Broadway, in Deutschland von 2021 bis 2024 im Theater an der Elbe in Hamburg und seit November 2024 im Apollo Theater in Stuttgart als Musical aufgeführt. Die Vorführung besteht aus insgesamt 23 Liedern, die von den Charakteren des Films gesungen werden.

## Rezeption

### Kritiken
Die Kritiken zu dem Animationsfilm fielen größtenteils positiv aus. Auch bei Rotten Tomatoes (mit 90 %) und IMDb (mit 7,5) wurde der Film sehr gut bzw. gut bewertet.

„Was den Film letztlich absolut sehenswert macht, sind seine lebendigen und ausgereiften Figuren. […] Abgerundet wird der positive Gesamteindruck durch die technisch aufwendig gestaltete Story-Welt, die mit ihren Fjorden, Wäldern und Bergen ganz bewusst an das norwegische Landschaftsbild angelehnt ist. Kurzum: Die Eiskönigin – Völlig unverfroren bietet herzerwärmende, rasante und gewitzte Kinounterhaltung für Jung und Alt, die das Publikum perfekt auf die kalte Jahreszeit einstimmt.“

### Einspielergebnis
Mit einem weltweiten Einspielergebnis von 1,276 Milliarden US-Dollar war Die Eiskönigin der weltweit bis dahin erfolgreichste Animationsfilm überhaupt. In Japan wurde er mit einem Einspielergebnis von über 249 Millionen Dollar zu einem der erfolgreichsten Filme bisher und belegte 16 Wochen lang Platz 1 der Kinocharts. In den Vereinigten Staaten hielt sich der Film 17 Wochen lang in den Top Ten der Kinocharts. Er ist der erfolgreichste Film des Jahres 2013 und belegt vor Zoomania und Der König der Löwen den ersten Platz der erfolgreichsten Filme der Walt Disney Animation Studios. In Deutschland erhielt der Film die Goldene Leinwand für drei Millionen Zuschauer in 18 Monaten. Im Jahr 2013 wurden bundesweit 3.436.049 Besucher an den deutschen Kinokassen gezählt, womit der Film den 6. Platz der meistbesuchten Filme des Jahres belegte. Insgesamt sahen 4,7 Millionen Zuschauer den Film in Deutschland.

### Auszeichnungen
Der Film gewann zahlreiche Auszeichnungen. In der folgenden Auflistung sind die relevantesten Gewinne verzeichnet.
Oscar 2014
- Bester Animationsfilm
- Bester Song (Let It Go)

Golden Globe Awards 2014
- Bester Animationsfilm
  - weitere Nominierung:
  - Bester Song (Let It Go)

British Academy Film Awards 2014
- Bester animierter Spielfilm

Critics’ Choice Movie Awards 2014
- Bester animierter Spielfilm
- Bestes Lied (Let It Go)

Annie Awards 2014
- Bester Animationsfilm
- Beste Regie (Chris Buck, Jennifer Lee)
- Beste Filmmusik (Kristen Anderson-Lopez, Robert Lopez, Christophe Beck)
- Bestes Szenenbild (Michael Giaimo, Lisa Keene, David Womersley)
- Beste Synchronstimme (Josh Gad als „Olaf“)
  - weitere Nominierungen:
  - Beste Charakter-Animation (Tony Smeed)
  - Bestes Charakter-Design (Bill Schwab)
  - Bestes Storyboard (John Ripa)
  - Bestes Drehbuch (Jennifer Lee)
  - Bestes Editorial (Jeff Draheim)

Grammy Awards 2015
- Bester zusammengestellter Soundtrack für visuelle Medien
- Bester für visuelle Medien geschriebener Song (Let It Go)

Die Deutsche Film- und Medienbewertung (FBW) verlieh dem Film das Prädikat „besonders wertvoll“.

## Veröffentlichung
Der Film erschien in Deutschland erstmals 2014 als DVD, Blu-ray und Blu-ray-Doppelpack (3D und 2D). 2015 veröffentlichte Disney die Collector’s Edition auf DVD und Blu-ray (3D und 2D). Das gedruckte Booklet enthielt auf 28 Seiten Hintergrundinformationen über die Entstehung und Entwurfszeichnungen der Charaktere. 2017 kam Die Eiskönigin in der Reihe Disney Classics als Meisterwerk Nr. 53 als DVD und Blu-ray auf den Markt.